# Selidosema dilucescens
Selidosema dilucescens är en fjärilsart som beskrevs av Eugen Wehrli 1924. Selidosema dilucescens ingår i släktet Selidosema och familjen mätare. Inga underarter finns listade i Catalogue of Life.